# Miedźna
Pour les articles homonymes, voir Miedźna (homonymie).
Miedźna est un village de la voïvodie de Silésie et du powiat de Pszczyna. Il est le siège de la gmina de Miedźna et comptait  1 588 habitants en 2008.